# Tritenii de Sus, Cluj
Tritenii de Sus (în trecut Tritiul de Sus, în maghiară Felsödetrehem) este un sat în comuna Tritenii de Jos din județul Cluj, Transilvania, România.

## Istoric
Pe Harta Iosefină a Transilvaniei din 1769-1773 (Sectio 110), localitatea apare sub numele de „F.Detrehem” (Felsö Detrehem). La est de sat pe hartă este marcat prin semnul π locul public de pedepsire a delicvenților în perioada medievală.

## Lăcașuri de cult

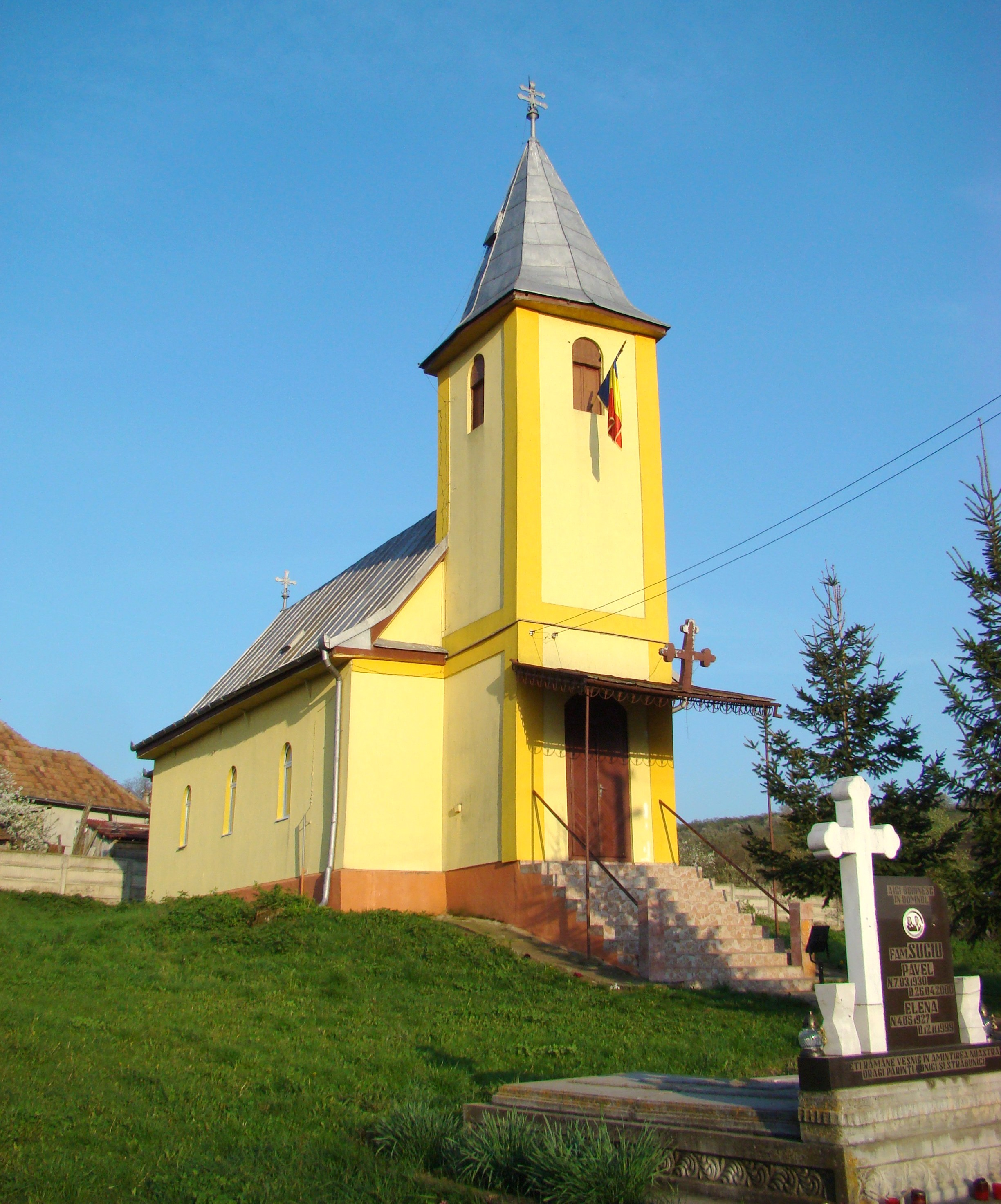
Biserica ortodoxă de lemn „Pogorârea Sfântului Duh”

- Biserica ortodoxă a fost construită din lemn, în anul 1926. Are hramul „Pogorârea Sfântului Duh”. Lăcașul de cult a fost împodobit cu pictură, în tehnica tempera, de pictorul Simion Todoran  între anii 1992–1994. Biserica a fost sfințită în data de 14 octombrie 1994 de Preasfințitul Irineu Bistrițeanu, atunci episcop vicar al Arhiepiscopiei Vadului, Feleacului și Clujului[2].
- Biserica reformată-calvină
- Biserica penticostală

## Personalități
- Emil Hațieganu (1878-1959), jurist, politician, academician.

## Legături externe
Materiale media legate de Tritenii de Sus la Wikimedia Commons
- Primăria Tritenii de Jos

## Imagini

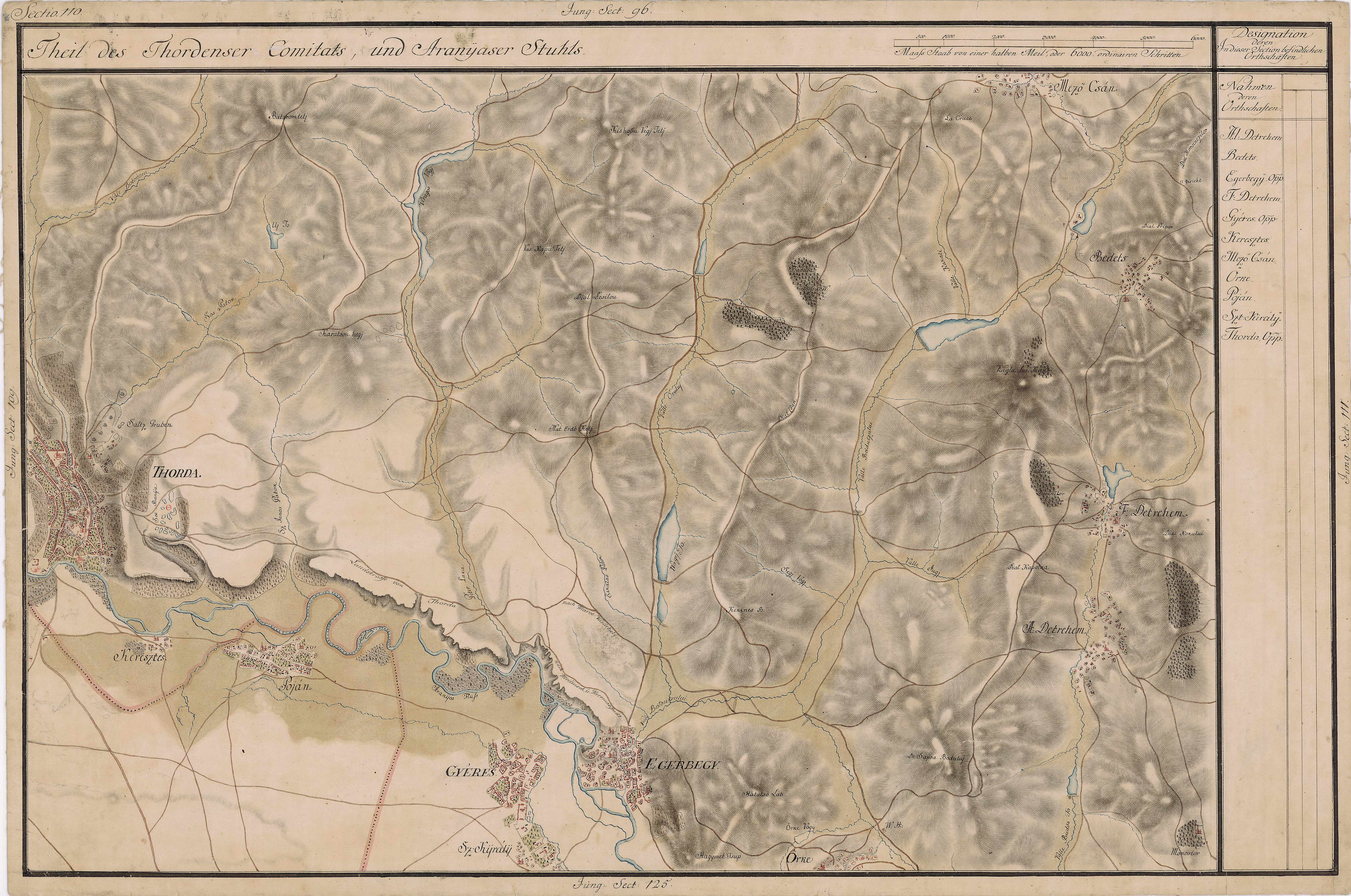
Tritenii de Sus pe Harta Iosefină a Transilvaniei, 1769-1773 (Sectio 110)
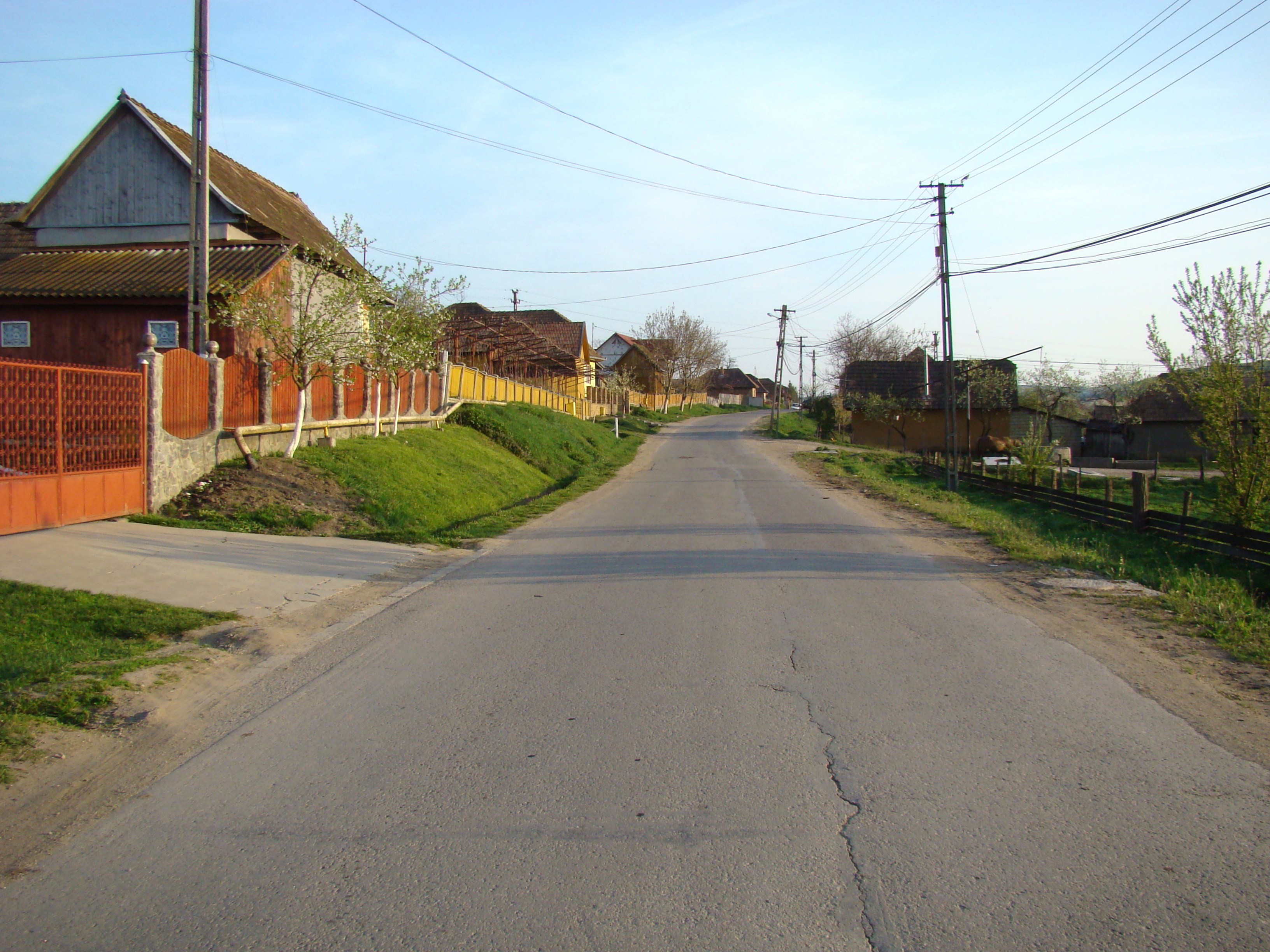
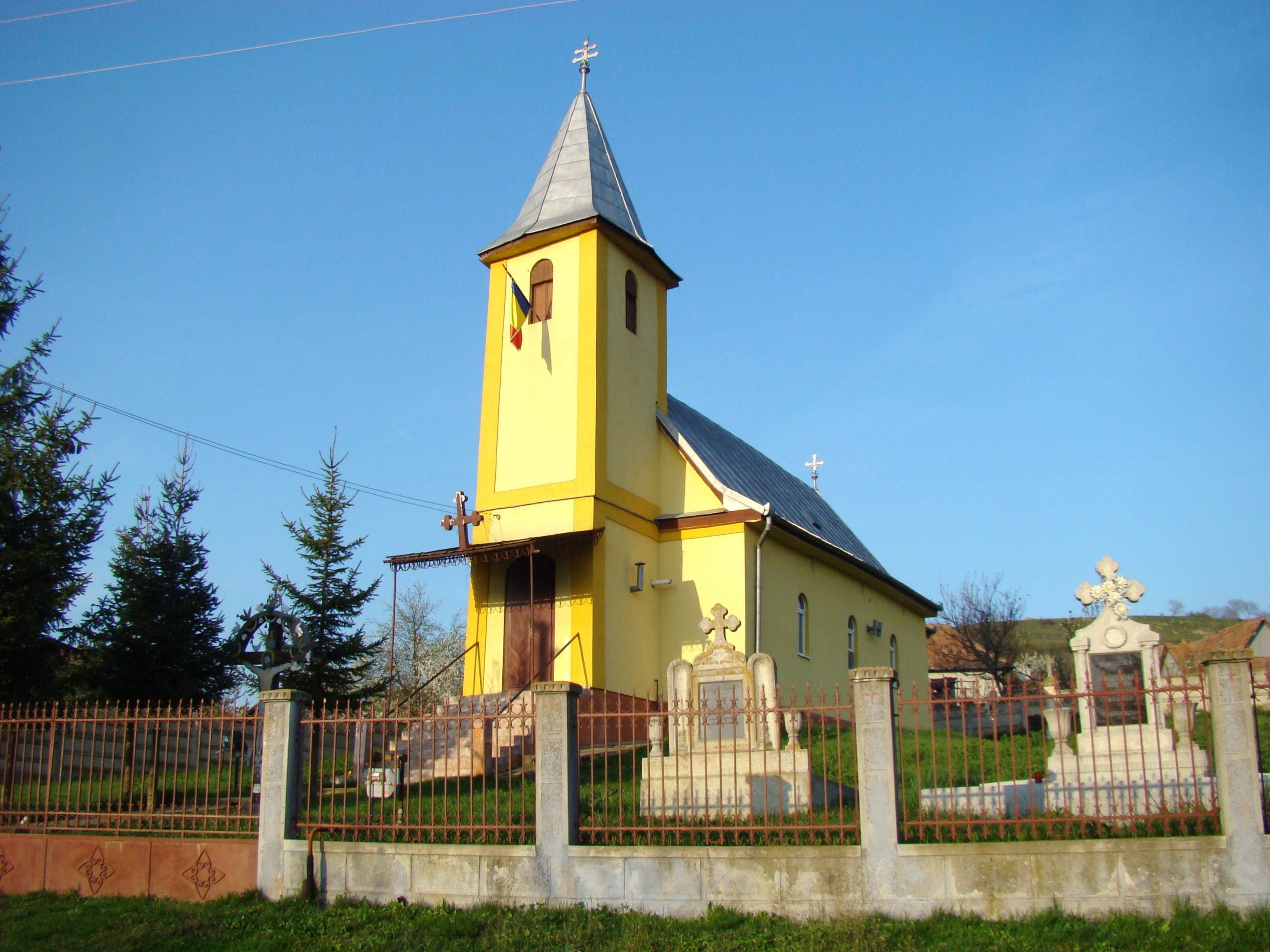
Biserica ortodoxă
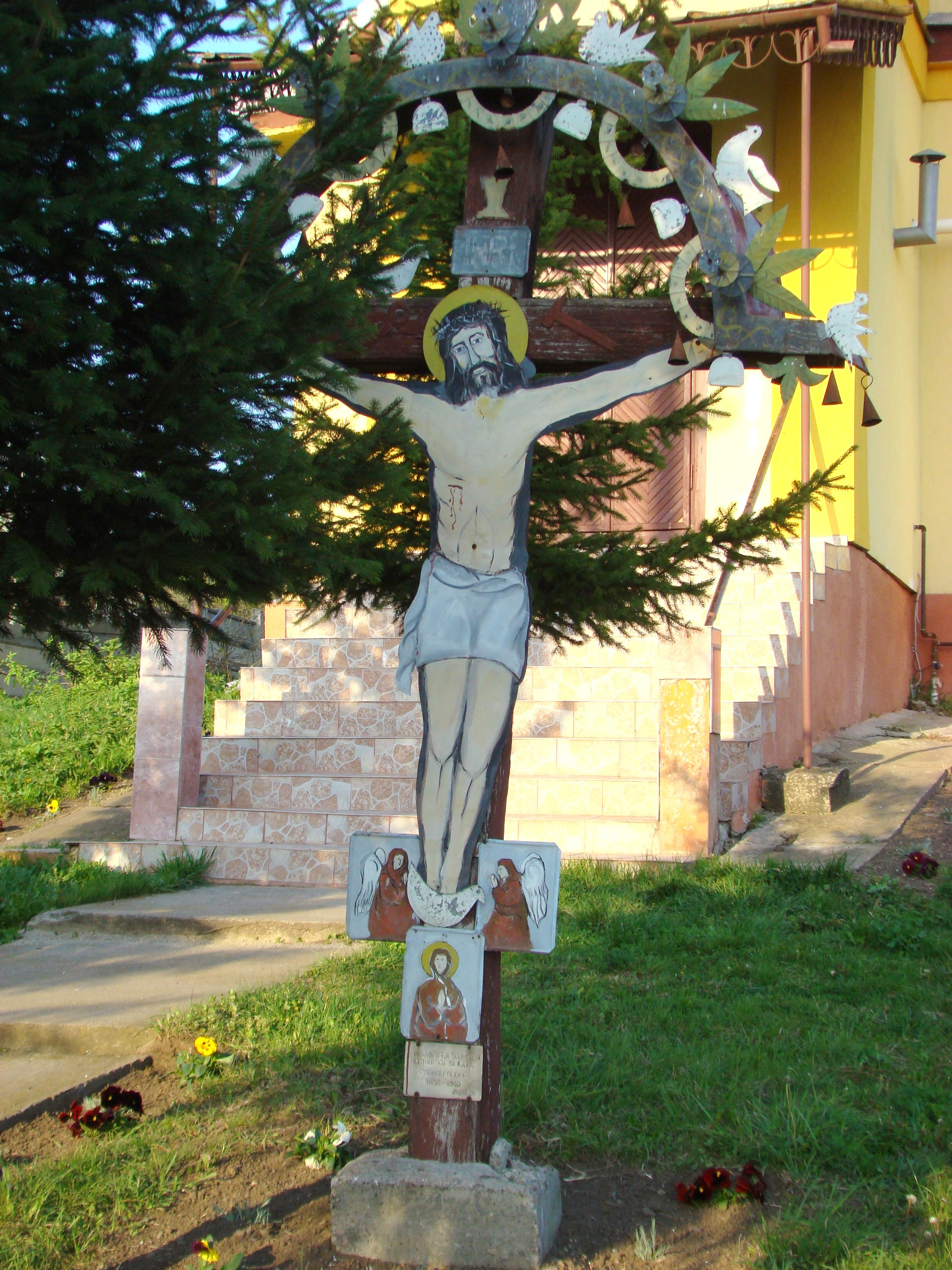
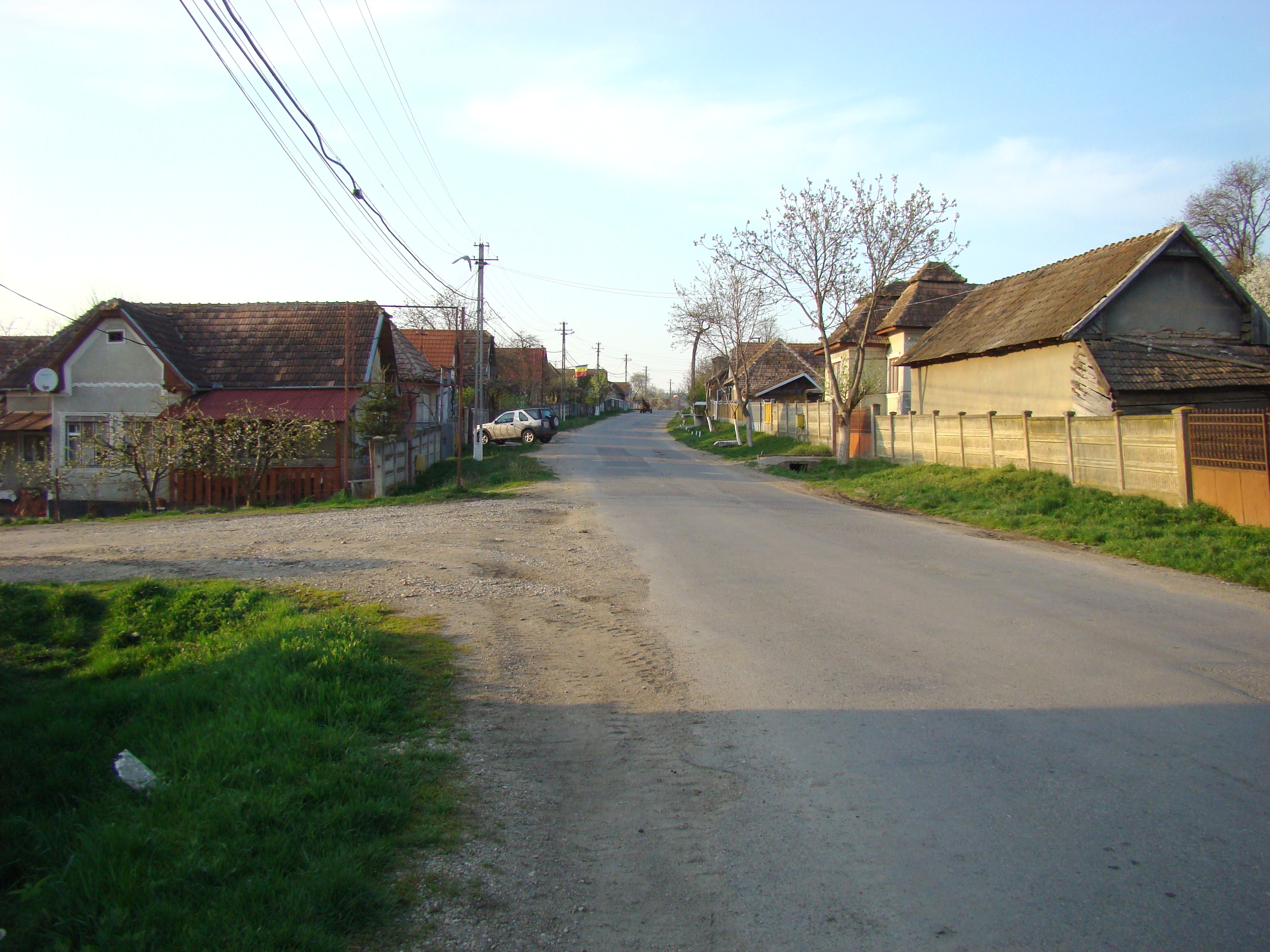
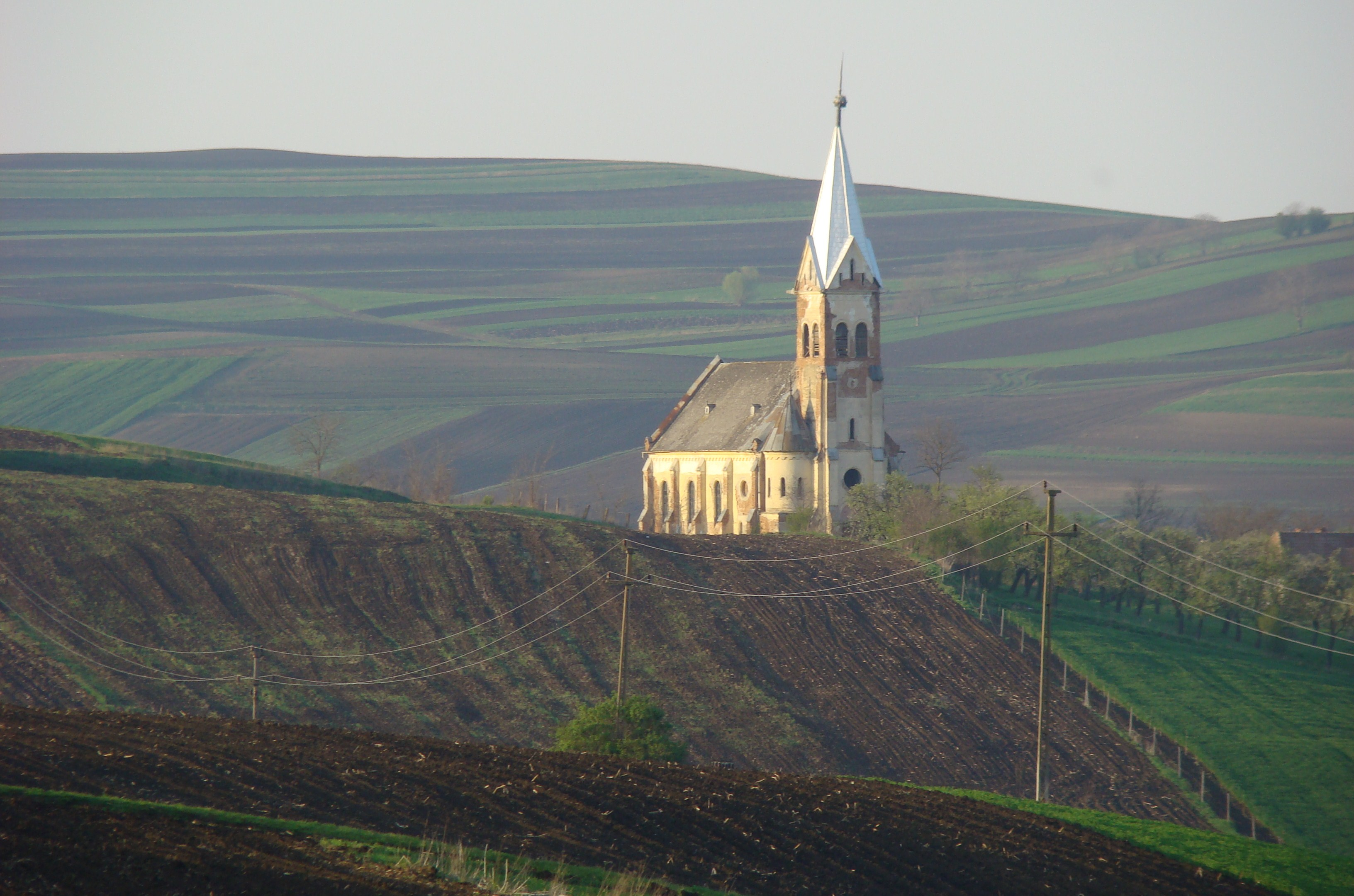
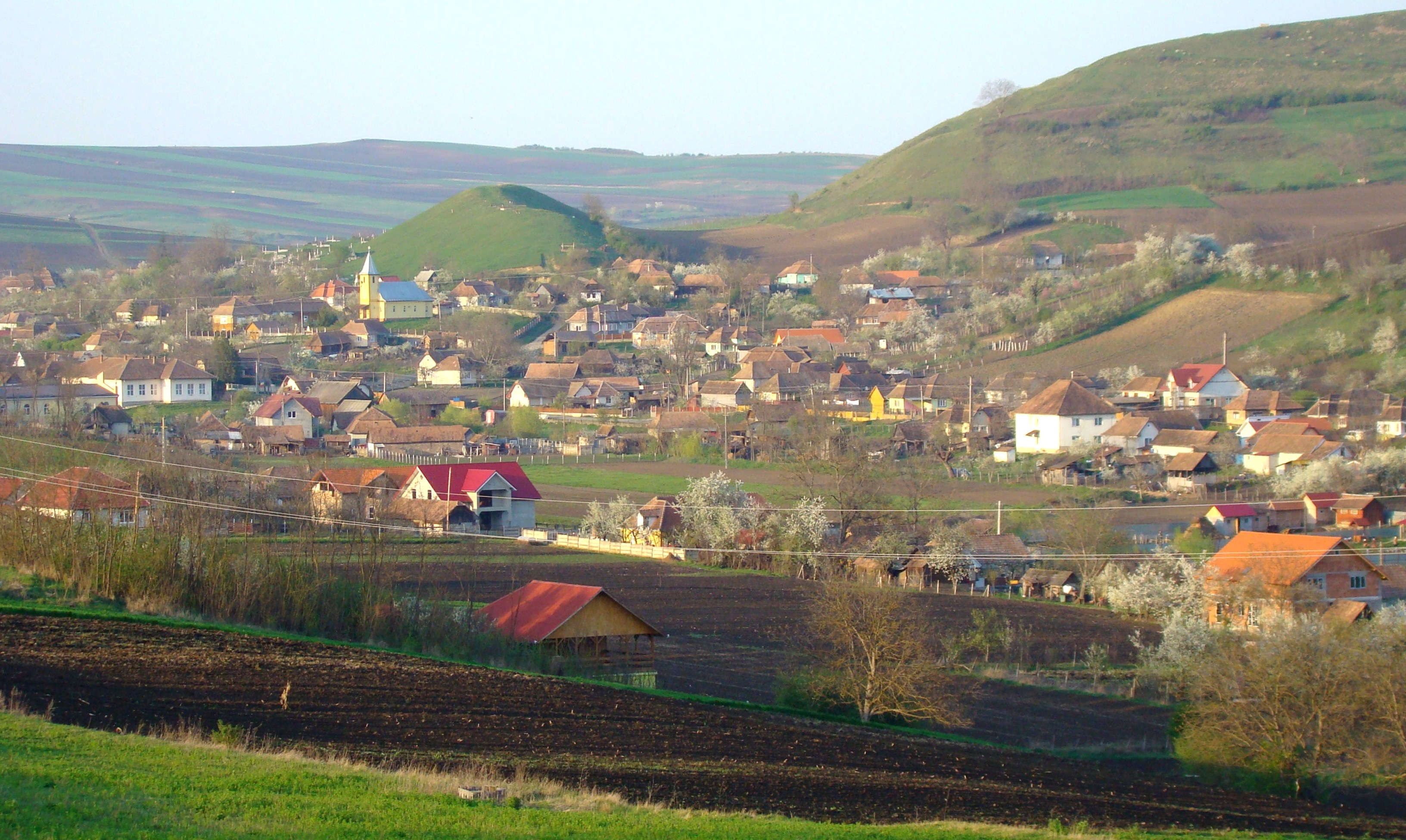
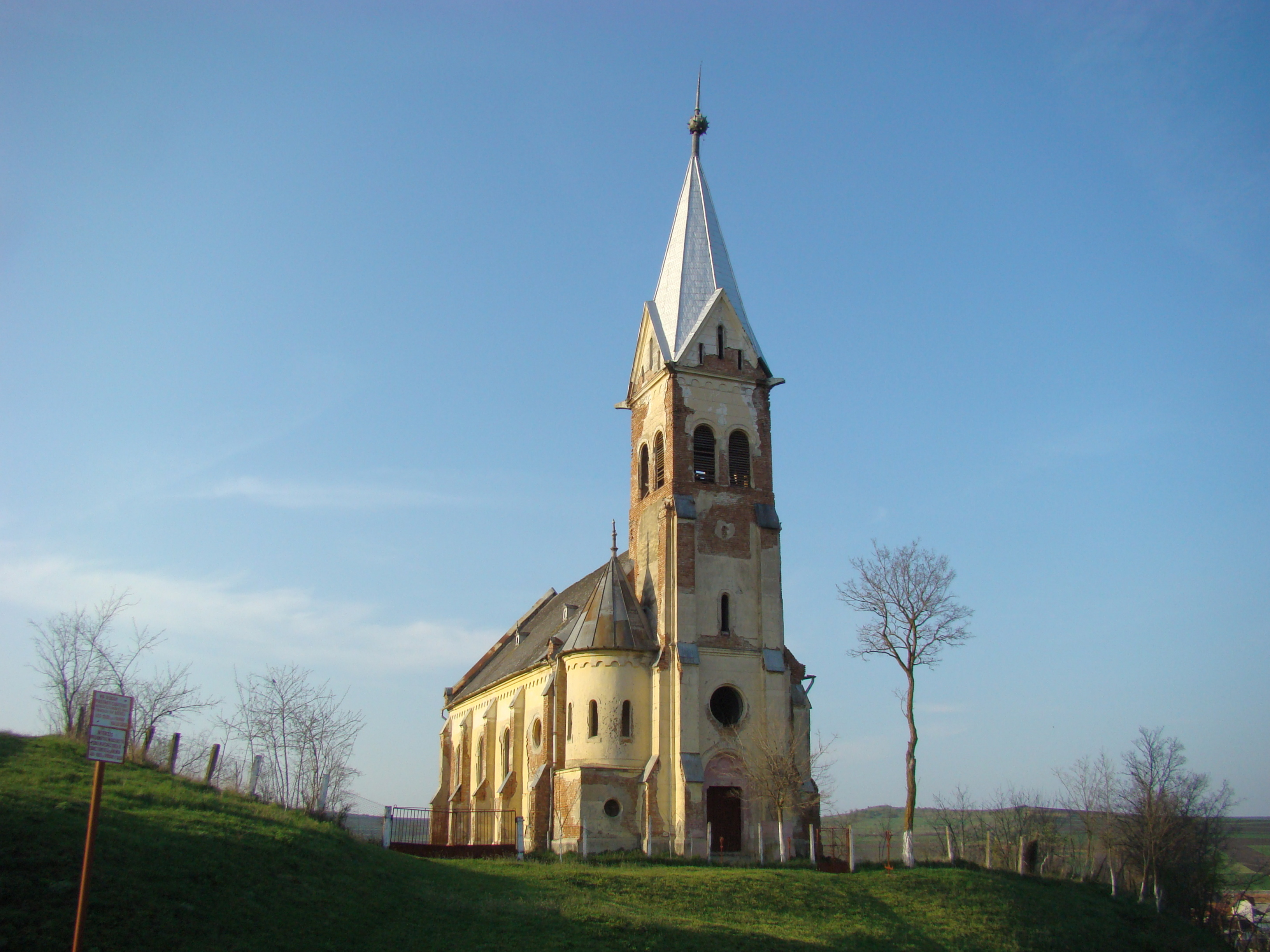
Biserica reformată-calvină
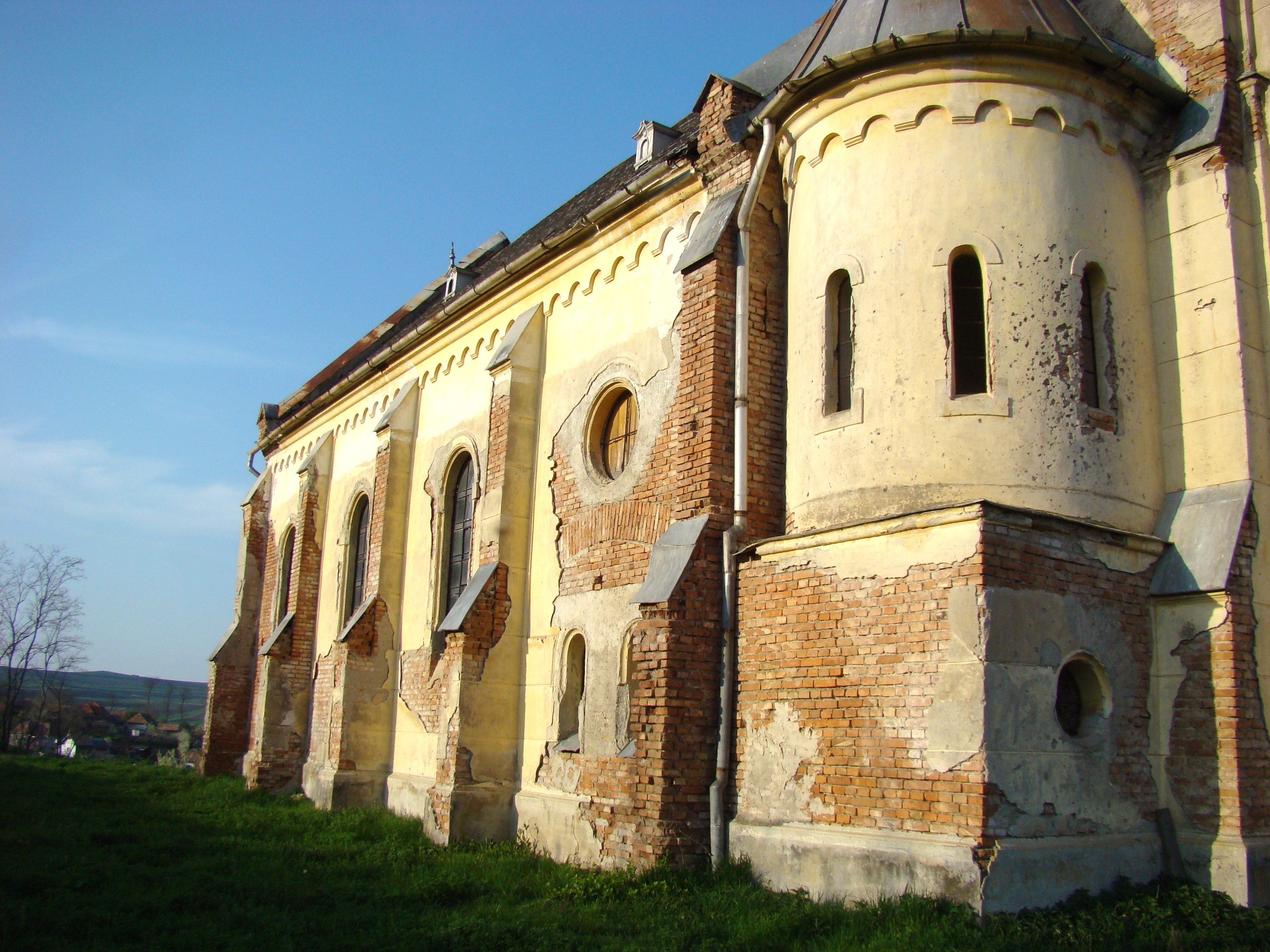
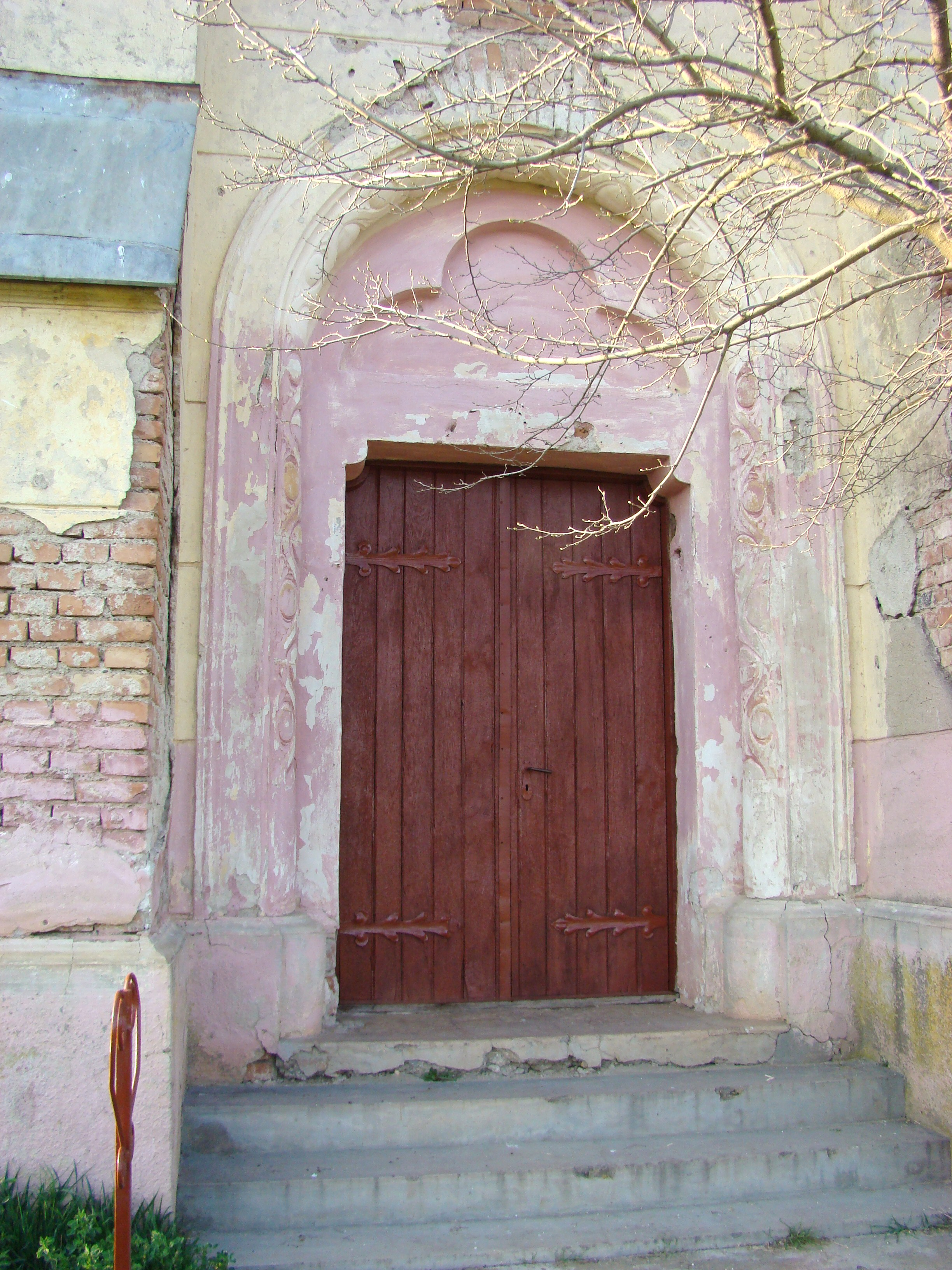
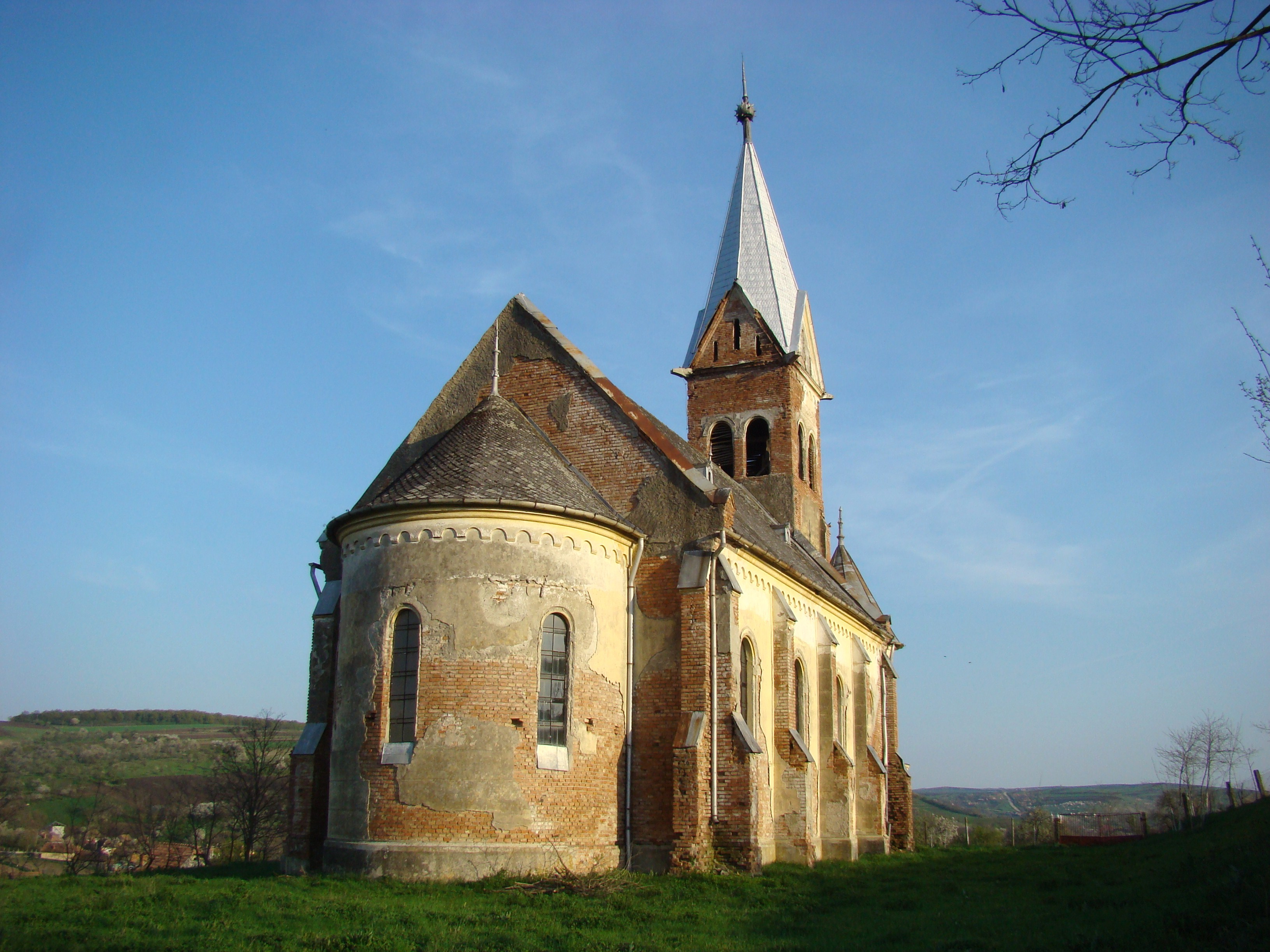
Biserica reformată-calvină
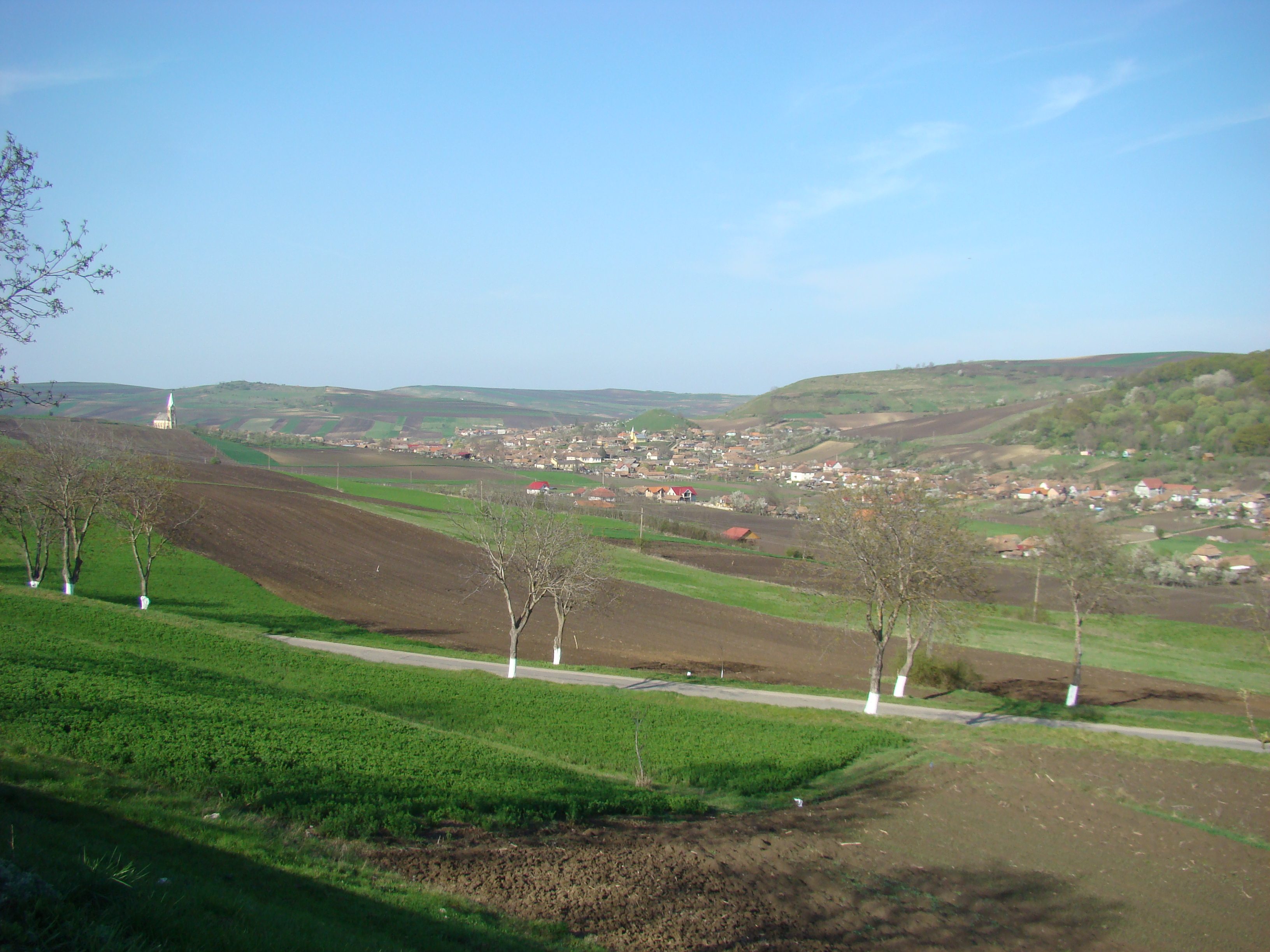